# Buhweju
Le district de Buhweju est un district de l'ouest de l'Ouganda. Sa capitale est Nsiika (en).

## Histoire
Ce district a été créé en 2010 par séparation de celui de Bushenyi.